# Jana Posnerová
Jana Kubičková-Posnerová (Nitra, 9 gennaio 1945) è un'ex ginnasta cecoslovacca, dal 1993 slovacca.

## Palmarès

### Olimpiadi
- 2 medaglie:
  - 2 argenti (Tokyo 1964 a squadre; Città del Messico 1968 a squadre)

### Mondiali
- 1 medaglia:
  - 1 oro (Dortmund 1966 a squadre)